# Candidiasis
La candidiasis es una infección fúngica (micosis) de cualquiera de las especies Candida (todas ellas levaduras), de las cuales Candida albicans es la más común. Comúnmente conocida como infección por deuteromicetos, la candidiasis también se conoce técnicamente como candidosis, moniliasis y oidiomicosis.: 308 
Las candidiasis incluyen infecciones que van desde las superficiales, tales como la candidiasis oral y vaginitis, hasta las sistémicas y potencialmente mortales, conocidas como candidemias, y generalmente se limitan a personas inmunocomprometidas, como pacientes con cáncer, trasplante o SIDA o incluso pacientes de cirugías de emergencia no traumáticas.
Las infecciones superficiales y de membranas mucosas por Candida que causan inflamación y malestar son comunes en la población humana. Aunque claramente atribuible a la presencia de patógenos oportunistas del género Candida, la candidiasis describe una serie de diferentes síndromes de enfermedades que usualmente difieren en sus causas y resultados.

## Historia
El género Candida y especie C. albicans fueron descritos por la botánica Christine Marie Berkhout en su tesis doctoral en la Universidad de Utrecht en 1923. Con los años, la clasificación de los géneros y especies han evolucionado. Nombres obsoletos de este género incluyen Mycotorula y Torulopsis. La especie ha sido también conocida en el pasado como Monilia albicans y Oidium albicans. La clasificación actual es nomen conservandum, lo que significa que el nombre es autorizado para su uso por el Congreso Internacional de Botánica (IBC).
El género Candida incluye alrededor de 150 especies distintas; sin embargo, sólo unas pocas son conocidas por causar infecciones en seres humanos. C. albicans es la especie patogénica más significativa. Otras especies de Candida patogénicas en humanos incluyen C. tropicalis, C. glabrata, C. krusei, C. parapsilosis, C. dubliniensis y C. lusitaniae.

## Etiología
Las levaduras de Candida generalmente están presentes en seres humanos sanos, en particular sobre la piel, pero su crecimiento suele verse limitado gracias al sistema inmunitario, a la competencia de otros microorganismos, como bacterias que ocupan los mismos lugares del organismo, o por la relativa sequedad de la piel, pues Candida requiere la humedad para su crecimiento.
Se aisló C. albicans de la vagina del 19 por ciento de un grupo de mujeres aparentemente sanas, es decir, mujeres que presentaban pocos síntomas o que no tenían ningún síntoma de infección. El uso externo de detergentes o de duchas o algunas irregularidades internas (hormonales o fisiológicas) pueden provocar trastornos en la flora vaginal habitual, que incluye disminución de número de bacilos de ácido láctico que protegen la mucosa vaginal como, por ejemplo, Lactobacillus, y así permiten un crecimiento excesivo de células de Candida que provocan síntomas de infección, como inflamación local. El embarazo y el uso de anticonceptivos orales se consideran factores de riesgo. La diabetes mellitus y el uso de antibióticos antibacteriales también están relacionados con una mayor incidencia de infecciones por hongos. Se ha descubierto que las dietas ricas en carbohidratos simples influyen sobre las tasas de candidiasis oral, y la terapia de reemplazo hormonal y los tratamientos de la infertilidad también pueden ser factores predisponentes. El uso de trajes de baño húmedos por periodos largos también pueden ser un factor de riesgo.
Un sistema inmune debilitado o poco desarrollado o enfermedades metabólicas como la diabetes son factores de predisposición significativos de la candidiasis. Hay enfermedades o situaciones o padecimientos vinculados con la candidiasis: el VIH/SIDA, la mononucleosis infecciosa, los tratamientos del cáncer, los esteroides, el estrés y la deficiencia de nutrientes. Casi el 15 por ciento de las personas que presentan debilidad en el sistema inmune desarrollan una enfermedad sistémica provocada por especies de Candida. En casos extremos, estas infecciones superficiales de la piel o de las membranas mucosas pueden entrar al torrente sanguíneo y provocar infecciones sistémicas de Candida.
En la candidiasis del pene, las causas incluyen relaciones sexuales con una persona infectada, una baja inmunidad, antibióticos y diabetes. Las infecciones en los genitales masculinos por hongos son menos comunes, y la incidencia de las infecciones es tan sólo una fracción de las que se observan en las mujeres; sin embargo, la infección por hongos en el pene a través de contacto directo en las relaciones sexuales con una pareja infectada no es rara.
Las especies de Candida suelen formar parte de la flora oral e intestinal habituales del cuerpo humano. El tratamiento con antibióticos puede llegar a eliminar a los competidores naturales de los hongos en busca de recursos, y aumenta la gravedad del padecimiento. En el hemisferio occidental, aproximadamente el 75 por ciento de las mujeres muestran estas afecciones en algún momento de su vida.

## Cuadro clínico
La mayoría de las infecciones por la candidiasis son tratables y generan mínimas complicaciones tales como enrojecimiento, picazón y malestar, aunque las complicaciones podrían ser graves o fatales si no se tratan en ciertas poblaciones. En personas inmunocompetentes, la candidiasis suele ser una infección muy localizada de la piel o membranas mucosas, incluida la cavidad oral (candidiasis oral), la faringe o el esófago, el aparato digestivo, la vejiga urinaria o los genitales (vagina, pene).
La candidiasis es una causa muy común de la irritación vaginal (vaginitis) y también puede presentarse en los genitales masculinos. En pacientes inmunocomprometidos, las infecciones por Candida pueden afectar el esófago con el potencial de volverse sistémico, y causan un padecimiento muchísimo más grave, una fungemia llamada candidemia.
La candidiasis oral es muy común en los bebés. No se considera patológica en los bebés a menos que dure más de un par de semanas.
Los niños, sobre todo entre los tres y los nueve años de edad, pueden verse afectados por infecciones crónicas de levadura orales, observadas habitualmente alrededor de la boca como manchas blancas. Sin embargo, no es un padecimiento común.
Los síntomas de la candidiasis pueden variar según el área que este afecte. Infecciones de la vagina o de la vulva pueden causar picazón grave, ardor, dolor, irritación y una descarga blanquecina o blanco grisáceo con consistencia como de requesón, a menudo con una apariencia similar a grumos. Estos síntomas también están presentes en la más común vaginosis bacteriana. En un estudio publicado el 2002 en la Journal of Obstetrics and Gynecology (Revista de Obstetricia y Ginecología), solo una parte de las mujeres que se estaban automedicando para una infección por levaduras en realidad tenían una infección por levaduras, mientras que la mayoría tenía vaginosis bacteriana o una infección de tipo mixto. Los síntomas de una infección en los genitales masculinos incluyen manchas o llagas rojas cerca de la cabeza del pene o en el prepucio, picazón severa o una sensación de ardor. La candidiasis del pene también puede tener una descarga blanca, pero es poco común.

## Diagnóstico

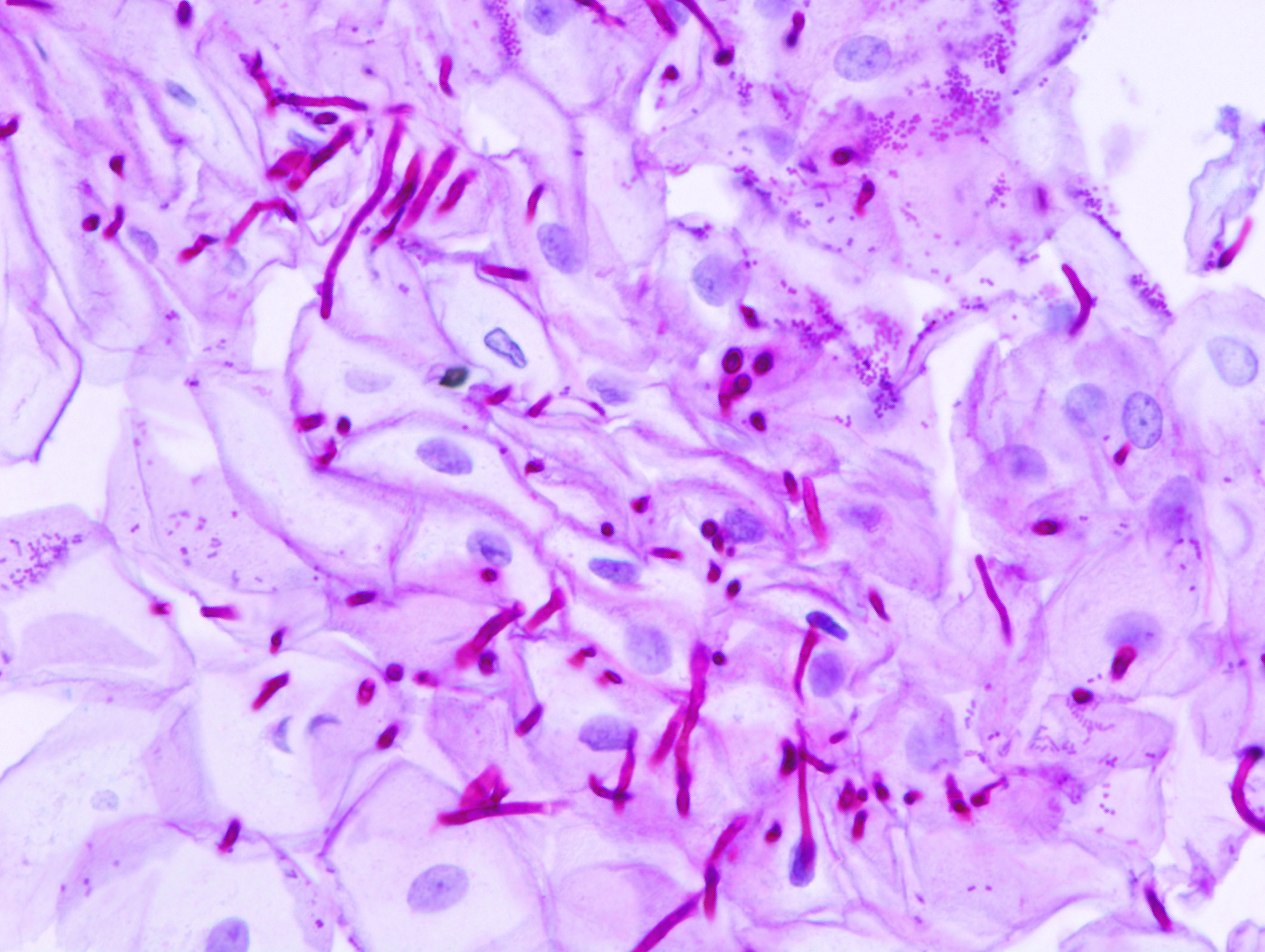
Micrografía de la candidiasis esofágica. Muestra de biopsia; ácido periódico de Schiff.

El diagnóstico de una infección por levaduras se realiza ya sea a través de un examen microscópico o urocultivos.
Para la identificación por microscopía óptica, un raspado o frotis de la zona afectada se coloca en un portaobjetos de un microscopio. Luego se le añade a la muestra una sola gota de solución de hidróxido de potasio (KOH) al 10%. El KOH disuelve las células cutáneas pero deja las células Candida intactas, y permite la visualización de pseudohifas y las células de la levadura en ciernes típico de muchas especies de Candida.
Para el método de cultivo, un bastoncillo estéril se frota sobre la superficie de la piel infectada. El bastoncillo se pasa luego por un medio de cultivo. El cultivo es incubado a 37 °C por varios días, lo que permite el desarrollo de las colonias de levadura o bacterianas. Las características (la morfología y el color, por ejemplo) de las colonias puede permitir el diagnóstico inicial del organismo que está causando los síntomas de la enfermedad.
Un diagnóstico diferencial característico de la cándida con otras lesiones blancas orales es que se elimina al raspado.

## Tratamiento
El tratamiento de la candidiasis se basa en cuatro pilares:
- Realización de un diagnóstico precoz y certero de la infección
- Corrección de los factores facilitadores o de las enfermedades subyacentes
- Determinación del tipo de infección candidiásica
- Empleo de fármacos fungicidas apropiados[24]

En el ámbito clínico, la candidiasis es comúnmente tratada con antimicóticos; los medicamentos antimicóticos comúnmente usados para tratar la candidiasis son clotrimazol tópico, nistatina tópica, fluconazol y ketoconazol tópico.
Por ejemplo, se ha informado que una dosis única de fluconazol (una tableta de 150mg por vía oral) es 90 por ciento eficaz en el tratamiento de una infección vaginal por levaduras. Esta dosis es solamente eficaz para las infecciones vaginales por levaduras; otros tipos de infecciones por levaduras podrían requerir diferentes dosis. En infecciones graves, se podría utilizar anfotericina B, caspofungina o voriconazol. Los tratamientos locales pueden incluir supositorios vaginales o duchas vaginales medicadas. Se puede utilizar violeta de genciana para la lactancia materna con candidiasis, pero cuando se utiliza en grandes cantidades este puede causar ulceraciones en la boca y la garganta de los lactantes, y se ha relacionado con el cáncer de boca en los seres humanos y el cáncer en el tracto digestivo de otros animales.
No es recomendado utilizar el enjuague bucal de gluconato de clorhexidina para tratar la candidiasis, pero es efectivo como profilaxis; el enjuague con dióxido de cloro tiene una efectividad similar contra la Candida in vitro.
C. albicans puede desarrollar resistencia contra los fármacos antimicóticos. Las infecciones recurrentes pueden ser tratadas con otros antimicóticos, pero también se podría desarrollar una resistencia contra estos otros agentes antimicóticos. Las resistencias a los agentes antimicóticos y antimicrobiales en general se pueden aumentar en presencia de metales pesados como el mercurio,  por lo que una candidiasis resistente a los antimicrobiales puede interpretarse como un síntoma compatible con un posible envenenamiento por mercurio. Las resistencias a los antimicrobiales y a los metales pesados suelen coincidir en los mismos plásmidos, lo que explica la resistencia de las cándidas a ambos factores.

## Medicina alternativa
Algunos defensores de la medicina alternativa postulan una amplia presencia de candidiasis sistémica (o síndrome de hipersensibilidad por cándida, alergia a la levadura o crecimiento excesivo de Candida gastrointestinal), un padecimiento médicamente no reconocido. La opinión fue ampliamente promovida en un libro publicado en 1986 por el doctor William Crook que planteaba como hipótesis que una variedad de síntomas comunes tales como la fatiga, el síndrome premenstrual (SPM), la disfunción sexual, el asma, la psoriasis, problemas digestivos y urinarios, la esclerosis múltiple y los dolores musculares podrían ser causados por infecciones subclínicas de Candida albicans. Crook sugiere una variedad de remedios para tratar estos síntomas, lo que incluye modificaciones en la dieta, antimicóticos con receta e irrigación del colon. Con la excepción de algunos estudios dietéticos en la sección de infección urinaria, la medicina convencional no ha usado la mayoría de estas alternativas, ya que no hay evidencia científica que pruebe la efectividad de estos tratamientos o que la candidiasis sistémica subclínica sea un diagnóstico viable.
En 1990, el proveedor de medicina alternativa Nature's Way firmó un acuerdo de consentimiento FTC de no desvirtuar en la publicidad ninguna prueba de autodiagnóstico acerca de condiciones de candidiasis o hacer cualquier representación sin fundamento acerca de la capacidad de cualquier alimento o suplemento para el control de condiciones de levaduras, con una multa de $30 000 a nombre de los Institutos Nacionales de Salud para investigaciones en una candidiasis genuina.